# Xã Gibson, Quận Susquehanna, Pennsylvania
Xã Gibson (tiếng Anh: Gibson Township) là một xã thuộc quận Susquehanna, tiểu bang Pennsylvania, Hoa Kỳ. Năm 2010, dân số của xã này là 1.221 người.